# Saint-Martin-Valmeroux
Saint-Martin-Valmeroux település Franciaországban, Cantal megyében. Lakosainak száma 713 fő (2022. január 1.). Saint-Martin-Valmeroux Drugeac, Fontanges, Saint-Bonnet-de-Salers, Saint-Chamant, Saint-Cirgues-de-Malbert, Sainte-Eulalie, Saint-Paul-de-Salers és Saint-Projet-de-Salers községekkel határos.

## Népesség
A település népessége az elmúlt években az alábbi módon változott:
| Lakosok száma | 992  | 1009 | 1012 | 872  | 820  | 793  | 734  | 717  | 708  | 713  |
|               | 1968 | 1982 | 1990 | 2006 | 2013 | 2015 | 2017 | 2019 | 2020 | 2022 |